# Syntozyga anconia
Syntozyga anconia är en fjärilsart som beskrevs av Edward Meyrick 1911. Syntozyga anconia ingår i släktet Syntozyga och familjen vecklare. Inga underarter finns listade i Catalogue of Life.